# Litava (okres Krupina)
Litava je obec v okrese Krupina v Banskobystrickém kraji na Slovensku. Žije zde 754 obyvatel.
Obec se nachází v centrální části Krupinské planiny, v údolí Litavy. Leží 10 km na jihovýchod od okresního města a asi 16 km na severozápad od Veľkého Krtíše.
První písemná zmínka o obci pochází z roku 1135. V obci stojí jednolodní gotický římskokatolický kostel svaté Markéty z 14. století, který byl v roce 1739 barokně přestavěn.